# Brebu Nou (gmina)
Gmina Brebu Nou – gmina w okręgu Caraș-Severin w zachodniej Rumunii. Zamieszkuje ją 119 osób. W skład gminy wchodzą miejscowości Brebu Nou i Gărâna. 